# Ii (chirilic)
Ii (Ї, ї) este o literă a alfabetului chirilic, folosit în limba ucraineană și limba ruteană. Reprezintă sunetul iotifiat /ji/. În limba ruteană, poate reprezenta un /i/ palatalizat.
Litera a fost introdusă ca parte a ortografiei Jelehivka, în dicționarul ucraineano-german al lui Ievhen Jelehivski (2 volumes, 1885–6).